# Buxton (Norfolk)
Buxton é um vilarejo do Condado de Norfolk, na Inglaterra.
Localizado entre Norwich e Aylsham, Buxton é vizinha do vilarejo de Lammas. Os dois estão separados pelo Rio Bure, em Buxton Mill.
Buxton é apenas famosa por ser o local de nascimento e de enterro da escritora Anna Sewell, autora de Black Beauty (Beleza Negra). O construtor Thomas Cubitt, entretanto, nasceu em Buxton, no ano de 1788. O vilarejo é mencionado no Domesday Book de 1085.
Uma mistura de casas dos séculos XVII e XVIII, Buxton mostra alguns sinais de ter sido um centro mais importante durante seus primeiros anos. Hoje, serve como um "dormitório" para a cidade de Norwich.